# 사카구치 겐지 (축구 선수)
사카구치 겐지(일본어: 坂口 健司, 1975년 3월 5일 ~ )는 일본의 전 축구 선수이다.

## 구단 경력
1994년 일본 사커 리그의 우라와 레즈에 입단했다. 1994년후 현역 은퇴.